# Baguazhang
Bāguàzhǎng (八卦掌) é uma das três maiores escolas internas (Neijia) de artes marciais chinesas (Wushu), sendo as outras duas o Xingyiquan (形意拳) e o Taijiquan (太極拳). Bāguàzhǎng, literalmente, significa "palma dos oito trigramas", referência aos 8 trigramas do I Ching (Yijing), um dos livros fundamentais do Taoísmo.
| 八卦掌      |              |
| Pinyin:     | Bāguàzhǎng   |
| Wade-Giles: | Pa Kua Chang |

## Andar em círculos

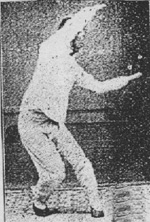
Baguazhang estilo Sun

A prática de andar em círculos é uma das características fundamentais do treinamento de base e de movimentação do baguazhang.
Os praticantes desta arte andam como que ao redor de um círculo, mantêm sua base baixa, o olhar dirigido para o centro do círculo. Periodicamente mudam a direção do movimento enquanto executam as formas características de cada "palma".
Os deslocamentos em torno do círculo se configuram em uma estratégia de combate que procura evitar um confronto direto de força bruta com o adversário ao escapar pelos lados ou pelas suas costas.
Os aspectos internos do treinamento de baguazhang são parecidos com os do hsing-i chuan e do tai chi chuan, artes marciais chinesas com a mesma fundamentação nos princípios do taoísmo.
Os diversos estilos de baguazhang têm em comum uma série de princípios básicos resumidos em um texto anônimo conhecido como Shi yao ba fa (十要八法), "As 10 Orientações" e "Os oito princípios", expostos a seguir.

## Shi yao(十要): As 10 Orientações
- 1. Cabeça

Os oito trigramas do Pa Kua, fundamentação teórica do Bagua Zhang.

Cabeça e nuca alinhadas, o olhar na linha do horizonte, o pescoço relaxado e as vértebras alongadas.
Espírito e intenção presentes.
- 2. Costas

Esvaziar o peito e arredondar a costas.
O impulso leva o corpo adiante, desloca-se com naturalidade sem tensão nem rigidez .
- 3. Ombros

Os ombros  interligados, distendidos, afrouxados, de modo que a força chegue às mãos com naturalidade.
- 4. Braço

O braço que avança se afasta do corpo, o que permanece recuado o protege.
Ao girar e transpassar os braços, as transformações das palmas ocorrem com espontaneidade.
- 5. Cotovelos

Abaixar e aproximar os cotovelos de modo que a força seja transmitida às mãos sem qualquer tensão.
O cuidado com os cotovelos é fundamental para proteger-se durante os ataques.
- 6. Mãos

Polegares verticais afastados dos outros quatro dedos, que permanecem colados.
A "Boca do Tigre" (Ho Ku em chinês), área da mão entre o dedo polegar e o indicador, arredondada.
- 7. Tronco

A coluna delineia um eixo,  ela gira e com vigor e agilidade, de modo que flexibilidade e firmeza se alternem.
- 8. Quadris

Contrair e suspender o baixo ventre com suavidade, contraindo e suspendendo a região do períneo, para permitir a ligação dos meridianos  de energia Renmai (任脉) e  Dumai (督脉), assim a energia desce ao "Campo de cinábrio" (丹田).
Recolher os quadris levando levemente o cóccix para a frente.
- 9. Pernas

A perna da frente conduz o movimento, a de trás serve de apoio e proporciona controle.
Os joelhos giram levemente para dentro, as coxas se movem como tesouras.
- 10. Pés

O pé mais próximo à região interior do círculo avança reto, o pé exterior se inclina levemente para o centro.
Os dedos do pé se curvam ligeiramente, como se tentassem apreender o solo.
Cada passo é dado como se os pés estivessem deslizando sobre a lama.

## Ba Fa(八法): os oito princípios
- 1. Os 3 DING (suspender)

- - Suspender a cabeça para assegurar verticalidade
  - Suspender a língua contra o "palácio" (o palato) para produzir saliva, considerada um fluido vital precioso pelos taoístas
  - Suspender as palmas, flexionando levemente os pulsos  para reforçar as mãos e dar força aos dedos

- 2. Os 3 KOU (firmar)

- - Firmar os ombros de modo que a energia seja transmitida aos cotovelos com naturalidade
  - Firmar o dorso das mãos de modo que a energia flua para as mãos
  - Firmar o lado de cima dos pés, apreendendo o solo com os dedos do pé, de modo que toda a energia enraizada nos pés possa ser transmitida para o corpo e que as posturas sejam estáveis

- 3. Os  3 YUAN (arredondar)

- - Arredondar as costas alongando as omoplatas para transmitir a energia aos braços
  - Arredondar o peito para relaxar os peitorais e os ombros
  - Arredondar a "Boca do Tigre" para transmitir a energia aos dedos e para poder emiti-la

- 4. Os 3 MIN (agilidade, rapidez)

- - O coração deve ser ágil e rápido para poder se adaptar a todas às transformações das palmas
  - O olhar deve ser ágil e rápido para distinguir os movimentos nas seis direcções
  - As mãos devem ser ágeis e rápidas ao sair e tocar o adversário

- 5. Os 3 BAO (preservar)

- - Preservar o coração e a intenção de modo que a energia não se perca ao ser exteriorizada
  - Preservar os flancos para reter toda a sua energia
  - Preservar a audácia e a coragem para continuar a ser integro frente ao adversário

- 6. Os 3 CHUI (descer)

- - Descer a energia ao Dantian, respirando com naturalidade
  - Descer os ombros para permitir à energia descer aos cotovelos
  - Descer os cotovelos para permitir que as costas se arredondem

- 7. Os 3 QU (flexionar)

- - Flexionar os braços de modo que a energia possa circular livremente
  - Flexionar as pernas para enraizar o corpo
  - Flexionar os pulsos para ampliar a energia das mãos

- 8. Os 3 TING (estruturar)

- - Estruturar o pescoço para manifestar a vitalidade
  - Estruturar o tronco para permitir que a energia vital circule por todo o corpo
  - Estruturar os joelhos para que permitam liberar toda sua força, que sua energia e espírito possam fluir

(Referência: LIU, Jingru. (trad. de J. Ravenet) "Transmission Vivante du Ba Gua Zhang." Guy Trédaniel Editeur, 2007, p. 62-63)

## Os oito animais
No Baguazhang os oito trigramas do Pakua costumam ser relacionados a oito animais com características relacionadas aos movimentos de cada palma.
Estas relações e a ordem em que as diferentes sequências de cada palma são realizadas variam nos deferentes estilos desta arte marcial.
Por exemplo, a correspondencia entre os trigramas e os animais no Bagua Zhang estilo Yin é:
| Trigrama | Trigrama | Trigrama | Animal    | Chinês |                                                                |
|          | Chinês   | Pinyin   | Animal    | Chinês |                                                                |
| -------- | -------- | -------- | --------- | ------ | -------------------------------------------------------------- |
| ☲        | 離       | Li       | Galo      | 鷂     |                                                                |
| ☷        | 坤       | Kun      | Qílín     | 麟     | Algumas vezes traduzidos por "unicórnio" ou "Unicórnio chinês" |
| ☱        | 兌       | Dui      | Macaco    | 猴     |                                                                |
| ☰        | 乾       | Qian     | Leão      | 獅     |                                                                |
| ☵        | 坎       | Kan      | Serpente  | 蛇     |                                                                |
| ☳        | 震       | Zhen     | Lóng      | 龍     | Freqüentemente traduzido por "Dragão chinês"                   |
| ☶        | 艮       | Gen      | Urso      | 熊     |                                                                |
| ☴        | 巽       | Xun      | Fènghuáng | 鳳     | Freqüentemente traduzido por "Fênix" ou "Fênix chinês"         |

Associações similares entre movimentos marciais e animais também existem nas formas praticadas em outros estilos de artes marciais chinesas, como o Shaolin.

## A história do Baguazhang

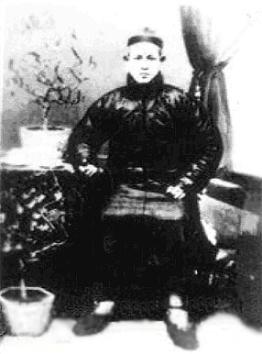
Cheng Tinghua

O Baguazhang foi desenvolvido por Dong Haichuan (董海川) no começo do século XIX.
Segundo seus próprios relatos, ele teria aprendido esta arte marcial de mestres taoístas e budistas nas montanhas da China rural.
Há evidências que sugerem uma síntese de várias artes marciais preexistentes ensinadas e praticadas na região em que ele vivia, combinadas à prática taoísta de andar em círculos.
Dong Haichuan ensinou por muitos anos em Beijing, recebendo posteriormente apoio da corte Imperial.
Diversos discípulos de Dong se tornaram professores famosos, como Yin Fu (尹福), Cheng Tinghua (程廷華), Song Changrong (宋長榮), Liu Fengchun (劉鳳春), Ma Weiqi (馬維棋) e Liang Zhenpu (梁振蒲). Apesar de serem todos alunos do mesmo professor, seus métodos de treino e expressão técnica das palmas diferem: os estilos de Cheng e Liu são especializados no "empurrar das palmas"; o estilo Yin é conhecido pelas suas palmas sinuosas; os alunos de Song praticam a técnica de palma "Flor de Ameixeira" (梅花) (Mei Hua); e o estilo de palmas de Ma é conhecido como "Martelo". Alguns dos alunos de Dong Haichuan participaram da "Revolta dos Boxers", incluindo Cheng Tinghua.
Um dos mais famosos praticantes de Bagua do século XX foi Sun Lutang (孫録堂), que estudou Baguazhang com Cheng Tinghua. Sun foi também discípulo de Guo Yunshen no Xingyiquan e aprendeu o estilo Wu/Hao de taijiquan com Hao Weizhen. Sun Lutang teve grande reputação entre os profissionais de taijiquan do seu tempo por ter se destacado em seus estudos e escritos sobre esta arte, tornou-se  famoso como criador do estilo Sun de taijiquan.

## Escolas
A maioria dos praticantes de baguazhang treinam ou o Bagua Zhang estilo Yin (尹), ou Bagua Zhang estilo Cheng (程), ou o Bagua Zhang estilo Liang (梁).
Além destes estilos  também existem vários outros de baguazhang, como o Bagua Zhang estilo Gao, Fan (樊), Shi (史), e Liu (劉), Fu (傅) e Jia.

### Na China
Li Ziming foi uma figura de  no movimento pela preservação desta arte.
Beijing é onde mais se encontram praticantes de Baguazhang, incluindo estudantes das linhagens de Cheng, Fan Liang, Liu, Song e Yin.
Em Taiwan a maioria dos praticantes são da linhagem ou de Gao Yisheng (Cheng), Gong Baotian (Yin), Sun Xikun (Cheng) ou Sun Lutang (Cheng).
Em Hong Kong quase todos os praticantes são da linhagem de Fu Zhensong (mista).

### No Brasil
No Brasil o Mestre Liu Chih Ming, discípulo do famoso Mestre Wang Shu Jin (王樹金), representa a 4ª geração da linhagem do Baguazhang.
Em Pirenópolis-GO:
Professor Duck, paulistano, discípulo do Mestre Liu Chih Ming, no início dos anos 80 em São Paulo.
Em São Paulo:
O Mestre Chan Kowk Wai (陳國偉) foi aluno do Mestre Fu Yonghui (傅永輝), filho do Mestre Fu Zhensong (傅振嵩), do estilo Fu. Ele também aprendeu o estilo Sun (孫) com Yan Shang Wu (嚴尚武), que aprendeu com o famoso Mestre Gu Ru Zhang (顧汝章), aluno do Mestre Sun Lutang.
Mestre Leonardo Liu (劉楊平), discípulo do Mestre Liu Zhong Ping(劉中平), pertence à 2º geração de Baguazhang da linhagem das das três portas de jade (San Men Yu Pai:三門玉)
Mestre Thomas Lo Siu Chung; discípulo direto do mestrte Ho Ho Choy; linha do mestre Gao.
Mestre Cai Wen Yü
Mestre Peterson Menezes do estilo Fuzheng zhong/Chen
Em Vitória - Espírito Santo
Mestre  Eugenio Henrique David discipulo do grão mestre Moo-Shong Woo
Em Brasília
Dr. Aristein Woo  filho do grão-mestre de Being Tao: Moo-Shong Woo, bisneto do grão-mestre de Baguazhang: Chao-Feng Woo,

## Cultura popular
- Em Naruto, há um clã chamado Hyuuga. Este clã faz uso dos oito trigramas para aplicar seus golpes em confrontos usando uma versão alterada e fictícia do Baguazhang que envolve Chakra e atributos sobre-humanos, e faz parte do estilo de luta fictício Taijutsu.
- Em Avatar: A Lenda de Aang desenvolve-se por parte do dominador de ar o estilo semelhante ao Baguazhang com movimentos circulares e evasivos[1]
- Na série de TV americana Black Sash de 2003, o protagonista Tom Chang (Russell Wong) tem uma escola de artes marciais chinesa, onde treina seus alunos na "arte das 8 mudanças de palma", Baguazhang.
- Os personagens de videogame Ashrah de Mortal Kombat: Deception e Kitana de Mortal Kombat: Deadly Alliance usam Baguazhang.
- Ling Xiaoyu da série de videogames Tekken usa Baguazhang.  No filme O Tigre e o Dragão de 2000, o inspetor da polícia Tsai estava em duelo com Jade Fox usando um par de facas de chifre de veado, uma arma típica do sistema Baguazhang.
- O personagem de Jet Li no filme The One de 2001 usa Baguazhang, enquanto a versão antagonista do personagem usa Xingyiquan
- No filme Jadesoturi (Jade Warrior) de 2006, na luta Pin Yu vs Sintai, eles usaram Baguazhang como uma espécie de cortejo.
- No filme Ip Man 2, um dos estilos usados durante a briga de mesa é Baguazhang.
- Na adaptação live-action de Tekken, Jin Kazama diz que está impressionado com a colega concorrente Christie Monteiro devido à colocação do pé enquanto pratica Baguazhang.
- No filme Tai Chi Hero, as lutas finais foram contra os discípulos e o mestre de Baguazhang.
- O filme de artes marciais de Hong Kong O Grande Mestre de 2013, apresentou um estilo de artes marciais do norte da China chamado 64 Hands, usado pela personagem de Zhang Ziyi, Gong Er, que apresentava o círculo andando e as elaboradas trocas de palma de Baguazhang.
- No mangá Kenji, o protagonista Kenji usa Baguazhang ao duelar com Tony, o principal antagonista de Xingyi Liuhequan.
- Baguazhang aparece brevemente no mangá Kenichi: O Discípulo Mais Forte da História.
- Qu Tuang, do mangá Battle Angel Alita: Last Order, usa um estilo baseado em Baguazhang chamado "Ahat Mastade", destinado a lutar em gravidade zero.  Joscelin Verreuil, da série de romances de fantasia Kushiel, de Jacqueline Carey, usa um estilo de luta semelhante a Baguazhang, que é o estilo de luta da Irmandade Cassiline.
- O aluno número doze, Ku Fei de Negima! Magister Negi Magi, segundo ela mesma, no capítulo 55 do mangá, Baguazhang é uma das especialidades do Tai chi chuan, ela também disse que conhece um pouco do shinitai gouken e hakkyokuken.
- Na franquia de jogos Mortal Kombat ,as personagens Ashrah e Kitana fazem o uso de Baguazhan ,apesar de no jogo,o nome da arte marcial ser abreviado apenas para  "Ba Gua"